# Кайнадински рид
Кайнадинският рид (до 29 юни 1942 г. Кайнадин, до 25 юли 1989 г. Изворец) е планински рид в Западните Родопи, между най-горното течение на река Арда на юг и левият ѝ приток река Черна, на територията на България Област Смолян и малка част в Северна Гърция.
Ридът се простира от запад на изток на около 30 км, а ширината му достига до 7 – 8 км. По западната му най-висока част между гранични пирамиди с №№ от 113 до 131 преминава участък от държавната ни граница с Република Гърция. На север долината на река Черна го отделя от рида Мурсалица и Букова планина, разклонения на Переликско-Преспанския дял, а на юг най-горното течение на река Арда – от Ардинския дял на Западните Родопи. На запад, на гръцка територия най-горното течение на Дяволска река (ляв приток на Места) го отделя от най-южните части на Велийшко-Виденишкия дял на Западните Родопи. На северозапад, в изворната област на река Черна чрез висока седловина се свързва с рида Чамлия.
В западната си част, на територията на Гърция и по границата билото е на 1600 – 1700 м н.в. и тук се издигат най-високите му върхове: Багревица (1905 м, на гръцка територия). Най-високата точка на рида на българска територия е Средния връх (1872,8 м, 41°33′18″ с. ш. 24°32′51″ и. д. / 41.555° с. ш. 24.5475° и. д.) разположен точно на граничната бразда, при гронична пирамида № 126. В тези си части ридът е изграден от олигоценски риолити. На изток билото е плоско и значително се понижава до 1200 – 1300 м, като тук най-високата точка е Харамийски връх (1614,8 м, 41°33′29″ с. ш. 24°40′12″ и. д. / 41.558056° с. ш. 24.67° и. д.). Тук геоложкато основа е представена от гнайси, мрамори и старотерциерни конгломерати и пясъчници. Високите му западни части са заети от иглолистни, а по-ниските – от разкъсани широколистни гори.
В източната част на рида по време на Балканската война през 1912 г. се водят ожесточени сражения между българската и турската армия. По този повод източно от село Полковник Серафимово е изграден голям паметник (Родопска Шипка) възвеличаващ победата на българските войници начело с командващия ги полковник Серафимов.
На гръцка територия няма населени места, но на българска във вътрешността, по склоновете и подножието му са разположени квартали на градовете Смолян и Рудозем и 33 села: Боево, Бориково, Бяла река, Габрица, Димово, Добрева череша, Дъбова, Исьовци, Киселичево, Кокорци, Кошница, Кремене, Лъка, Милково, Могилица, Надарци, Остри пазлак, Пещера, Полковник Серафимово, Попрелка, Ровина, Рустан, Смилян, Средногорци, Турян, Търън, Ухловица, Фатово, Черешките, Черешово, Черешовска река, Чокманово и Чучур.
През рида и по югоизточното му подножие преминават участъци от 2 пътя от Държаната пътна мрежа:
- По югоизточното му подножие, по долината на река Арда, от село Средногорци до град Рудозем, на протежение от 11,6 км – участък от второкласен път № 86 Пловдив – Смолян – Рудозем – ГКПП „Рудозем“;
- През източната част на рида, от югоизток на северозапад, от Рудозем до Смолян, на протежение от 22,5 км – целият участък на третокласен път № 868.[2]

## Топографска карта
- Лист от карта K-35-86. Мащаб: 1 : 100 000.
- Лист от карта K-35-85. Мащаб: 1 : 100 000.